# Isabella Danilowna Jurjewa
Isabella Danilowna Jurjewa (richtiger Name: Liwikowa) (russisch Изабелла Даниловна Юрьева; * 26. Augustjul. / 7. September 1899greg. in Rostow am Don; † 20. Januar 2000 in Moskau) war eine sowjetische Estraden-Sängerin (Stimmlage Alt) und Volkskünstlerin Russlands (1992).

## Lebenslauf
Isabella Jurjewa wurde am 7. September 1899 geboren. In ihrem Pass war jedoch das Jahr 1902 vermerkt. Daraus erklären sich auch die in Biographien zu findenden unterschiedlichen Datumsangaben 26. August (1899) bzw. 25. August (1902) jeweils nach dem Julianischen Kalender.
Sie war eines von fünf Kindern in einer jüdischen Handwerkerfamilie. Ihr Vater, Daniil Grigorjewitsch Liwikow, war Meister für Theater-Hüte; die Mutter, Sofia Isaakowna, Perücken-Macherin.
Ab 1920 lernte sie in Petrograd bei dem Pianisten und Komponisten A. W. Taskin. Ihr Debüt fand 1922 im Kino „Kolisej“ statt, wo Isabella Jurjewa einige Lieder vortrug, darunter das Lied „Verarmt“ von A. Aljabjewa und P. Beransche.
Sie erhielt eine Einladung, in der Moskauer Ermitage aufzutreten. In demselben Jahr fand ihr erster Gastauftritt in Rostow am Don statt. Neben den russischen Romanzen („Klagend stöhnt der Herbstwind“, „Wenn den ganzen Tag ...“, „Nur einmal“ u. a.) hatte sie in das Programm ihrer Konzerte alte Zigeunerlieder („Roschtscha“, dt. Wäldchen), „Walenki“, dt. Filzstiefel) aufgenommen.
Im Jahr 1925 heiratete Isabella Jurjewa den Juristen Josif Arkadjewitsch Epstein (gestorben 1971), der unter dem Künstler-Pseudonym Josif Arkadjew ihr ständiger Manager wurde. Ihr Mann schrieb auch die Texte ihrer Schlager „Liebevoller Blick“, „Frühlingslied“, „Der erste Ball“, „Dein Brief“, „Wenn du dich erinnerst, wenn du liebst“, „Wenn du kannst, verzeih“, „Freundschaft“ und weiterer.
Im Jahr 1929 nahm sie an einem Abend mit Zigeuner-Romanzen in der Säulenhalle in Moskau teil. Wegen der ihr eigenen Darbietung von Zigeunerliedern begann man Jurjewa „weiße Zigeunerin“ zu nennen. Simon Kagan und David Aschkenasi waren die ständigen Konzertmeister der Sängerin.
Das phonographische Debüt der Sängerin fand 1937 statt, nahezu 15 Jahre nach ihrem ersten Auftritt. In den Jahren des Großen Vaterländischen Krieges nahm sie an Konzerten an der Karelischen Front und Kalininer Front teil. Bei den Soldaten hatten die Lieder ihres frühen Repertoires, wie „Sascha“, „Fallendes Laub“, „Im alten Garten“, „Wenn du kannst, verzeih“ (als Antwort auf das Lied „Freundschaft“, das von Wadim Kosin vorgetragen wurde) besonderen Erfolg.
In der Nachkriegsperiode geriet sie weitgehend in Vergessenheit. Im April 1964 gab sie im Leningrader Estraden-Theater ihr letztes Konzert. Erst im Jahr 1992 wurde sie schließlich als verdiente Künstlerin Russlands und danach 1999 mit dem Orden „Für Verdienste um das Vaterland“ 4. Stufe ausgezeichnet. Isabella Jurjewa lebte die letzten Jahre im Zentrum Moskaus in der Trjochprudny-Gasse (russ. Трёхпрудный переулок) und starb am 20. Januar 2000 in Moskau. Sie wurde auf dem Donskoi-Friedhof beigesetzt.

## Auszeichnungen
- Verdienstorden für das Vaterland, 4. Stufe (6. September 1999) – für große Verdienste auf dem Gebiet der Musik im Zusammenhang mit ihrem 100. Geburtstag
- Volkskünstler Russlands (25. Juni 1992) – für große Verdienste auf dem Gebiet der Musik
- Auszeichnung des Präsidenten der Russischen Föderation auf dem Gebiet von Literatur und Kunst 1999 (17. Februar 2000, postum)
- Der Asteroid (7452) Izabelyuria wurde am 12. Januar 2000 nach ihr benannt